# قرة جلو
قرة جلو هي قرية في مقاطعة أرومية، إيران. عدد سكان هذه القرية هو 108 في سنة 2006.